# 4 thermidor
4 messidor 4 fructidor
Le quartidi 4 thermidor, officiellement dénommé jour de l'ivraie, est le 304e jour de l'année du calendrier républicain.
C'était généralement le 22e jour du mois de juillet dans le calendrier grégorien.